# 映画文献資料図書館
映画文献資料図書館（えいがぶんけんしりょうとしょかん、仏語 La Bibliothèque du Film / BiFi）は、フランスの首都パリにある映画に関する非フィルム資料を所蔵する図書館である。1963年に創立され、2007年にシネマテーク・フランセーズに正式に統合された。通称BiFi（ビフィ）、日本では単に映画図書館とも訳される。

## 略歴・概要
1963年に創立した。パリ11区に存した。
2万部を超える映画のシナリオやシノプシス等のオリジナルのドキュメント、2万枚を超えるさまざまなポスター、1万枚を超えるセット等のデザイン画、3万を超えるスチル写真等の写真資料、2万を超えるデータ化されたファイルを所蔵している。
2002年10月29日、文化相ジャン＝ジャック・エラゴンが、シネマテーク・フランセーズとの統合、パリ12区のベルシー街51番地にシネマテーク・フランセーズを新たに開館すると発表、2005年9月28日、新しいシネマテーク・フランセーズが開館、2007年1月、統合が完了した。
同図書館がウェブ上に公開するフランス映画を中心としたデータベース「Ciné-ressources」（シネ・レスールス）は、Internet Movie DatabaseやWikipediaのような一般投稿によるものではなく、同図書館の公式資料の公開である。
2007年6月、クロード・ベリに代わって、コスタ＝ガヴラスがシネマテークの館長となった。